# Pädagogische Akademie Frankfurt am Main
Die Pädagogische Akademie Frankfurt am Main bestand von 1927 bis 1934 (1933 umbenannt in eine Hochschule für Lehrerbildung). Die Einrichtung wurde 1934 nach Weilburg an der Lahn verlagert.
Am 10. Mai 1927 eröffnete der preußische Kultusminister Carl Heinrich Becker mit einem Festakt in der Frankfurter Universitätsaula die „simultane“ Pädagogische Akademie in Frankfurt am Main ohne konfessionelle Ausrichtung, also außer für Katholiken und Protestanten auch für jüdische Studierende und „Dissidenten“ (Konfessionslose), und für Studierende beider Geschlechter, die Volksschullehrer mit akademischer Ausbildung werden wollten. Die katholische Kirche lehnte diese Ausbildung ab und versagte den Studierenden die Unterrichtserlaubnis für den katholischen Religionsunterricht, was vielfach einem Einstellungsverbot gleichkam. Der erste Direktor war Hermann Weimer, nach dessen Rückzug in die Schule übernahm 1932 der aus Altona versetzte Erich Weniger, den im Mai 1933 wegen dessen Beurlaubung aus politischen Gründen wiederum der aus Dortmund versetzte Kurt Körber kommissarisch ablöste. 1928 wurde mit Ernst Krieck ein Dozent berufen, der sich immer mehr offen zum Nationalsozialismus bekannte und deswegen 1931 strafversetzt wurde. Im Juli 1931 hielt er auf einer privaten Sonnenwendfeier eine Rede, die in dem Schlussruf endete: „Heil dem Dritten Reich!“ Ein sozialdemokratischer Student meldete ihn, und der neue sozialdemokratische Kultusminister Adolf Grimme verfügte seine Strafversetzung an die Pädagogische Akademie Dortmund.
Im April 1933 wurde die Akademie in eine Hochschule für Lehrerbildung (HfL) durch den nationalsozialistischen preußischen Kultusminister und späteren Reichserziehungsminister Bernhard Rust umbenannt. Ab 1934 wurde sie in Weilburg unter dem Direktor Friedrich Kreppel weitergeführt bis zur Schließung des Unterrichtsbetriebs aus Kriegsgründen 1939. Die Verlagerung sollte die Lehrer vor den Einflüssen einer Großstadt schützen und für den Schuldienst in Volksschulen tauglicher machen. Ab 1933 wurde der schon zuvor aus Spargründen ausgedünnte Lehrkörper im NS-Sinn umgebildet und zahlreiche Dozenten in die Schule zurück versetzt wie Marie-Anne Kuntze und Gerda Simons. Manche Professoren wie Georg Morgenstern, Hermann Semiller oder Walther Schmied-Kowarzik wurden 1933 abberufen. Aus der HfL ging 1941 eine Lehrerbildungsanstalt in Weilburg hervor, die keine Abiturienten mehr aufnahm, sondern nur Schulhelfer ausbildete. Sie bestand bis 1945. Aus ihr ging 1946 das neu gegründete Pädagogische Institut Weilburg hervor.

## Hochschule für Erziehung 1961–1967
In den 1960er Jahren gab es nach dem hessischen Gesetz 1960 und der Gründung zum Sommersemester 1961 in Frankfurt am Main (und Gießen) für die Volksschul- und Realschullehrerausbildung eine Hochschule für Erziehung, die 1961–63 zuerst das Pädagogische Institut Jugenheim aufnahm, dann 1967 in die Goethe-Universität Frankfurt am Main als Abteilung für Erziehungswissenschaft integriert wurde und im AfE-Turm untergebracht werden sollte. An ihr lehrten u. a.  Ludwig Neundörfer (Präsident), Heinz-Joachim Heydorn, Hans-Michael Elzer, Thomas Ellwein und Hans Meyers. Ab 1963/64 war der GEW-nahe Werner Meyer Präsident. Bis 1967 konnten nur angehende Gymnasiallehrer an der Universität Frankfurt studieren.